# Roberto Vecchioni

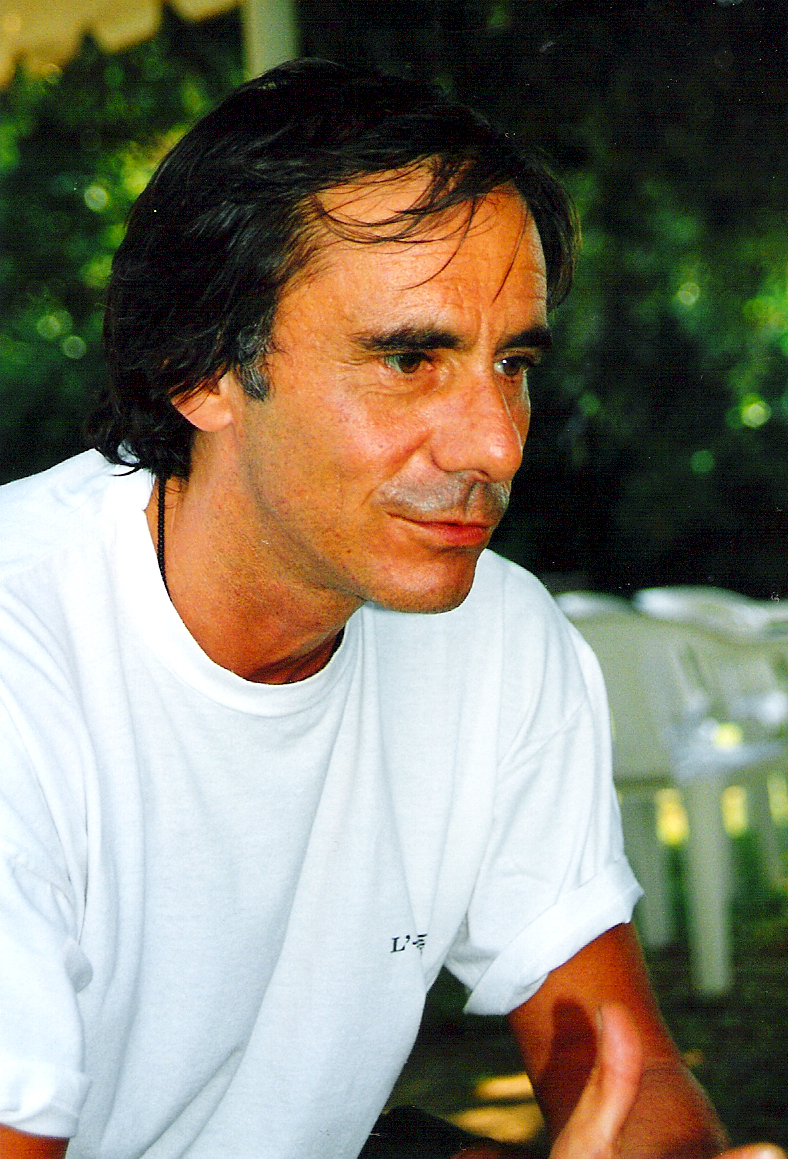
Vecchioni in den 1980er-Jahren

Roberto Michele Massimo Vecchioni (* 25. Juni 1943 in Carate Brianza, Provinz Monza und Brianza) ist ein italienischer Cantautore (Liederdichter) und Schriftsteller.

## Karriere
Vecchioni diplomierte 1968 an der Università Cattolica di Milano in klassischer Philologie. Dort arbeitete er weitere zwei Jahre als Assistent für Religionsgeschichte und unterrichtete später Griechisch und Latein an humanistischen Gymnasien. In den 60er-Jahren begann er auch bereits seine musikalische Tätigkeit, zwischen 1966 und 1967 in der Band Pop Seven, dann als Songwriter für bekannte Musiker wie Ornella Vanoni, Mina, Iva Zanicchi oder Gigliola Cinquetti und ab 1971 als Solist.
Beim Sanremo-Festival 1973 präsentierte sich Vecchioni mit dem Lied L’uomo che si gioca il cielo a dadi erstmals einem großen Publikum, 1977 folgte der große Erfolg mit dem Lied Samarcanda. Dieses wurde 1978 auch von Lena Valaitis als Oh Cavallo (Don Quichotte) in deutscher Sprache gecovert, mit einem Text von Christian Heilburg. Weitere erfolgreiche Veröffentlichungen in den folgenden Jahren waren die Alben Robinson (1980), Milady (1989), Per amore mio (1991), Camper (1992; ausgezeichnet als Album des Jahres bei Festivalbar), Blumùn (1993) und Il cielo capovolto (1995). 1983 wurde er mit dem Tenco-Preis ausgezeichnet und veröffentlichte mit Grande sogno sein erstes Buch, das Gedichte, Liedtexte und Erzählungen enthielt. 1996 folgte Viaggi del tempo immobile, eine Sammlung von zehn Geschichten. 
Im Jahr darauf erschienen das Studioalbum El bandolero stanco und die Kompilation Vecchioni Studio Collection. Daneben schrieb Vecchioni für die Enciclopedia Treccani und wurde 1998 mit dem Friedenspreis Giorgio La Pira ausgezeichnet. 1999 erschien das nächste Album Sogna ragazzo sogna, 2000 Canzoni e cicogne sowie das Buch Le parole non le portano le cicogne, zwei Jahre später folgte das Album Il lanciatore di coltelli. Nach einem kurzen Rückzug aus der Öffentlichkeit veröffentlichte Vecchioni 2004 das der Weltmusik zugewandte Album Rotary Club of Malindi, das in Zusammenarbeit mit Mauro Pagani entstanden war. In diesem Jahr wurde er auch mit dem Verdienstorden der Italienischen Republik (Offizier) ausgezeichnet.
Nach dem Livealbum Il contastorie wechselte er zu Universal, wo 2007 das nächste Album Di rabbia e di stelle erschien, zeitgleich mit der Veröffentlichung des Gedichtbandes Di sogni e d’amore. Beim Sanremo-Festival 2009 begleitete er die Newcomerin Chiara Canzian (Tochter von Red Canzian). Schließlich ging er 2011 in Sanremo mit dem Lied Chiamami ancora amore ins Rennen und konnte sowohl den Gesamtsieg, als auch den Kritikerpreis holen. Das Album Chiamami ancora amore erschien im Anschluss, noch im selben Jahr folgte außerdem die Kompilation Colori del buio. 2013 veröffentlichte Vecchioni das neue Studioalbum Io non appartengo più. In Sergio Castellittos Film Nessuno si salva da solo hatte er 2015 seine erste Filmrolle.

## Diskografie

### Alben
- 1971: Parabola (Ducale, DUC 2)
- 1972: Saldi di fine stagione (Ducale, DUC 6)
- 1973: L’uomo che si gioca il cielo a dadi (Ducale, DUC 7)
- 1973: Il re non si diverte (Ducale, DUC 9)
- 1975: Barbapapà (Philips, 6198 134)
- 1975: Ipertensione (Philips, 6323 040)

| Jahr | Titel Musiklabel, Katalog-Nr.                            | Höchstplatzierung, Gesamtwochen, AuszeichnungChartplatzierungen (Jahr, Titel, Musiklabel, Katalog-Nr., Platzierungen, Wochen, Auszeichnungen, Anmerkungen) | Höchstplatzierung, Gesamtwochen, AuszeichnungChartplatzierungen (Jahr, Titel, Musiklabel, Katalog-Nr., Platzierungen, Wochen, Auszeichnungen, Anmerkungen) | Anmerkungen                                               |
| Jahr | Titel Musiklabel, Katalog-Nr.                            | IT | CH | Anmerkungen                                               |
| ---- | -------------------------------------------------------- | --- | --- | --------------------------------------------------------- |
| 1976 | Elisir Philips, 6323 042                                 | IT18 (6 Wo.)IT | — |                                                           |
| 1977 | Samarcanda Philips, 6323 049                             | IT4 (27 Wo.)IT | — |                                                           |
| 1978 | Calabuig, stranamore e altri incidenti Philips, 6323 062 | IT4 (28 Wo.)IT | — |                                                           |
| 1979 | Robinson, come salvarsi la vita Ciao, 1000               | IT11 (24 Wo.)IT | — |                                                           |
| 1980 | Montecristo Philips, 6492 113                            | IT12 (16 Wo.)IT | — |                                                           |
| 1982 | Hollywood Hollywood CGD, 20299                           | IT6 (18 Wo.)IT | — |                                                           |
| 1984 | Il grande sogno CGD, 21212                               | IT8 (6 Wo.)IT | — |                                                           |
| 1985 | Bei tempi CGD, 20477                                     | IT6 (10 Wo.)IT | — |                                                           |
| 1986 | Ippopotami CGD, 45001                                    | IT11 (8 Wo.)IT | — |                                                           |
| 1989 | Milady CGD, 20895                                        | IT5 (15 Wo.)IT | — |                                                           |
| 1991 | Per amore mio EMI, 66 7953861                            | IT3 (22 Wo.)IT | — |                                                           |
| 1993 | Blumùn EMI                                               | IT3 (13 Wo.)IT | — |                                                           |
| 1995 | Il cielo capovolto EMI                                   | IT3 (17 Wo.)IT | — |                                                           |
| 1997 | El bandolero stanco EMI                                  | IT2 (20 Wo.)IT | — |                                                           |
| 1999 | Sogna ragazzo sogna EMI                                  | IT3 (13 Wo.)IT | — |                                                           |
| 2002 | Il lanciatore di coltelli EMI                            | IT2 (13 Wo.)IT | — | Erstveröffentlichung: 18. Januar 2002                     |
| 2004 | Rotary Club of Malindi Columbia/Sony                     | IT4 (14 Wo.)IT | — | Erstveröffentlichung: 6. Februar 2004                     |
| 2007 | Di rabbia e di stelle Universal                          | IT7 (17 Wo.)IT | — | Erstveröffentlichung: November 2007                       |
| 2011 | Chiamami ancora amore Universal                          | IT4 Gold · (28 Wo.)IT | CH70 (1 Wo.)CH | Erstveröffentlichung: 16. Februar 2011 Verkäufe: + 30.000 |
| 2013 | Io non appartengo più Universal                          | IT2 Gold · (20 Wo.)IT | — | Erstveröffentlichung: 8. Oktober 2013 Verkäufe: + 25.000  |
| 2018 | L’infinito Artist First                                  | IT4 Gold · (22 Wo.)IT | — | Erstveröffentlichung: 9. November 2018 Verkäufe: + 25.000 |

grau schraffiert: keine Chartdaten aus diesem Jahr verfügbar

### Livealben
| Jahr | Titel Musiklabel, Katalog-Nr. | Höchstplatzierung, Gesamtwochen, AuszeichnungChartplatzierungen (Jahr, Titel, Musiklabel, Katalog-Nr., Platzierungen, Wochen, Auszeichnungen, Anmerkungen) | Höchstplatzierung, Gesamtwochen, AuszeichnungChartplatzierungen (Jahr, Titel, Musiklabel, Katalog-Nr., Platzierungen, Wochen, Auszeichnungen, Anmerkungen) | Anmerkungen                            |
| Jahr | Titel Musiklabel, Katalog-Nr. | IT | CH | Anmerkungen                            |
| ---- | ----------------------------- | --- | --- | -------------------------------------- |
| 1992 | Camper EMI                    | IT7 (17 Wo.)IT | — |                                        |
| 2000 | Canzoni e cicogne EMI         | IT17 (21 Wo.)IT | — |                                        |
| 2005 | Il contastorie Universal      | IT19 (12 Wo.)IT | — |                                        |
| 2009 | In cantus Universal           | IT27 (17 Wo.)IT | — | Erstveröffentlichung: 30. Oktober 2009 |

### Kompilationen (Auswahl)
| Jahr | Titel Musiklabel, Katalog-Nr.                       | Höchstplatzierung, Gesamtwochen, AuszeichnungChartplatzierungen (Jahr, Titel, Musiklabel, Katalog-Nr., Platzierungen, Wochen, Auszeichnungen, Anmerkungen) | Höchstplatzierung, Gesamtwochen, AuszeichnungChartplatzierungen (Jahr, Titel, Musiklabel, Katalog-Nr., Platzierungen, Wochen, Auszeichnungen, Anmerkungen) | Anmerkungen                             |
| Jahr | Titel Musiklabel, Katalog-Nr.                       | IT | CH | Anmerkungen                             |
| ---- | --------------------------------------------------- | --- | --- | --------------------------------------- |
| 1991 | Il capolavoro Philips, 848 613 1                    | IT5 (13 Wo.)IT | — |                                         |
| 1997 | Vecchioni Studio Collection EMI                     | IT4 (16 Wo.)IT | — |                                         |
| 2002 | Le ballate Capitol                                  | IT62 (3 Wo.)IT | — |                                         |
| 2006 | The Platinum Collection                             | IT50 (8 Wo.)IT | — |                                         |
| 2010 | Antologia                                           | IT83 (1 Wo.)IT | — |                                         |
| 2011 | Sogna, ragazzo sogna. The Best of Roberto Vecchioni | IT81 (1 Wo.)IT | — |                                         |
| 2011 | I colori del buio                                   | IT24 (8 Wo.)IT | — | Erstveröffentlichung: 29. November 2011 |

### Singles (Auswahl)
| Jahr | Titel Album                                            | Höchstplatzierung, Gesamtwochen, AuszeichnungChartplatzierungen (Jahr, Titel, Album, Platzierungen, Wochen, Auszeichnungen, Anmerkungen) | Höchstplatzierung, Gesamtwochen, AuszeichnungChartplatzierungen (Jahr, Titel, Album, Platzierungen, Wochen, Auszeichnungen, Anmerkungen) | Anmerkungen                                                     |
| Jahr | Titel Album                                            | IT | AT | Anmerkungen                                                     |
| ---- | ------------------------------------------------------ | --- | --- | --------------------------------------------------------------- |
| 1977 | Samarcanda                                             | IT4 Gold (2017) · (20 Wo.)IT | AT10 (4 Wo.)AT | Verkäufe: + 25.000                                              |
| 1978 | Stranamore Calabuig, stranamore e altri incidenti      | IT11 (12 Wo.)IT | — |                                                                 |
| 1980 | Montecristo                                            | IT18 (3 Wo.)IT | — |                                                                 |
| 2010 | Chiamami ancora amore                                  | IT2 (13 Wo.)IT | — |                                                                 |
| 2011 | Luci a San Siro Robinson, come salvarsi la vita (1979) | IT77 Gold (2021) · (2 Wo.)IT | — | Verkäufe: + 35.000                                              |
| 2011 | Voglio una donna Camper (1992)                         | IT94 (2 Wo.)IT | — |                                                                 |
| 2024 | Sogna ragazzo sogna Sogna ragazzo sogna (1990)         | IT99 (1 Wo.)IT | — |                                                                 |
| 2024 | Sogna, ragazzo, sogna –                                | IT34 Gold · (8 Wo.)IT | — | Erstveröffentlichung: 6. März 2024 Verkäufe: + 50.000; mit Alfa |

Weitere Singles
- 1999: Sogna, ragazzo, sogna (IT: Gold (2024) )

## Bibliografie
- Viaggi del tempo immobile. Einaudi, Turin 1996, ISBN 88-06-14226-7.
- Le parole non le portano le cicogne. Einaudi, Turin 2000, ISBN 88-06-15531-8.
- Parole e canzoni. Einaudi, Turin 2002, ISBN 88-06-16414-7.
- Il libraio di Selinunte. Einaudi, Turin 2004, ISBN 88-06-16739-1.
- Diario di un gatto con gli stivali. Einaudi, Turin 2006. ISBN 88-06-18217-X.
- Di sogni e d’amore. Poesie 1960-1964. Frassinelli, Mailand 2007, ISBN 978-88-7684-979-4.
- Scacco a Dio. Einaudi, Turin 2009, ISBN 978-88-06-19849-7.
- Il mercante di luce. Einaudi, Turin 2014, ISBN 978-8806223885.
- La vita che si ama. Storie di felicità. Einaudi, Turin 2016, ISBN 978-8806230753.

## Belege
1. ↑  Vecchioni dott. Roberto. In: Le onorificenze della Repubblica Italiana. Presidenza della Repubblica, abgerufen am 8. Februar 2018 (italienisch).
2. 1 2 3  Chartquellen (Alben):
  - M&D-Chartarchiv. Musica e dischi, abgerufen am 8. Februar 2018 (italienisch, kostenpflichtiger Abonnement-Zugang; IT bis 1995).
  - Guido Racca & Chartitalia: Top 100 FIMI Album. Lulu, 2013, S. 181 (IT 1995–2012).
  - Alben von Roberto Vecchioni. In: Italiancharts.com. Hung Medien, abgerufen am 8. Februar 2018 (IT seit 2000).
  - Alben von Roberto Vecchioni. In: Hitparade.ch. Hung Medien, abgerufen am 8. Februar 2018 (CH).
3. 1 2 3 4 5 6  Roberto Vecchioni, certificazioni. FIMI, abgerufen am 16. Dezember 2024.
4. ↑  Chartquellen (Singles):
  - M&D-Chartarchiv. Musica e dischi, abgerufen am 8. Februar 2018 (italienisch, kostenpflichtiger Abonnement-Zugang; IT bis 1997).
  - Guido Racca & Chartitalia: Top 100 FIMI Singoli. Lulu, 2013, S. 156 (IT 1997–2012).
  - Songs von Roberto Vecchioni. In: Italiancharts.com. Hung Medien, abgerufen am 8. Februar 2018.

| Personendaten    | Personendaten                                           |
| ---------------- | ------------------------------------------------------- |
| NAME             | Vecchioni, Roberto                                      |
| ALTERNATIVNAMEN  | Vecchioni, Roberto Michele Massimo (vollständiger Name) |
| KURZBESCHREIBUNG | italienischer Cantautore und Schriftsteller             |
| GEBURTSDATUM     | 25. Juni 1943                                           |
| GEBURTSORT       | Carate Brianza, Provinz Monza und Brianza               |